# ننادگان

نمایی از روستای ننادگان

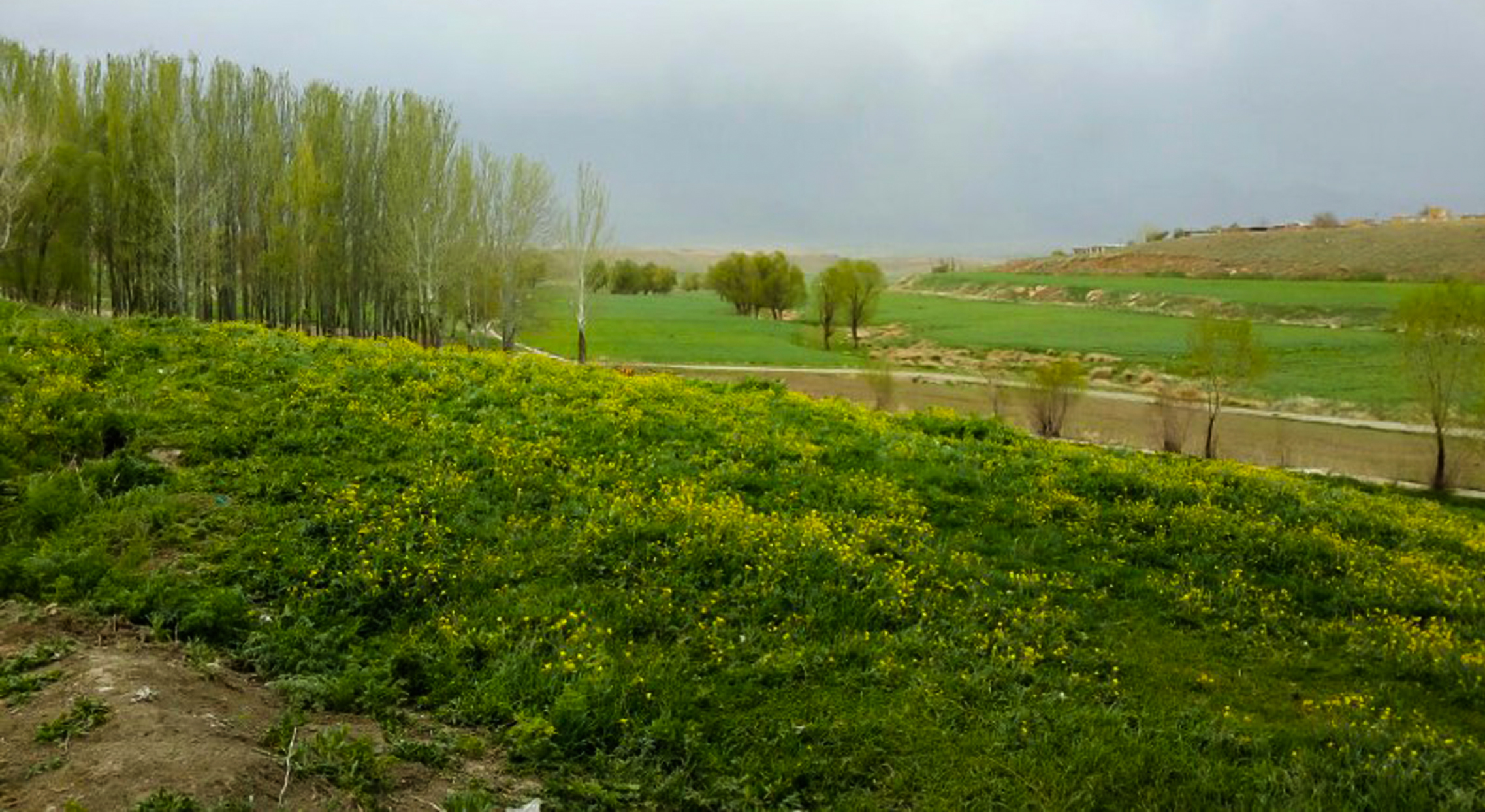
طبیعت روستای ننادگان

طبیعت فروردین روستای ننادگان

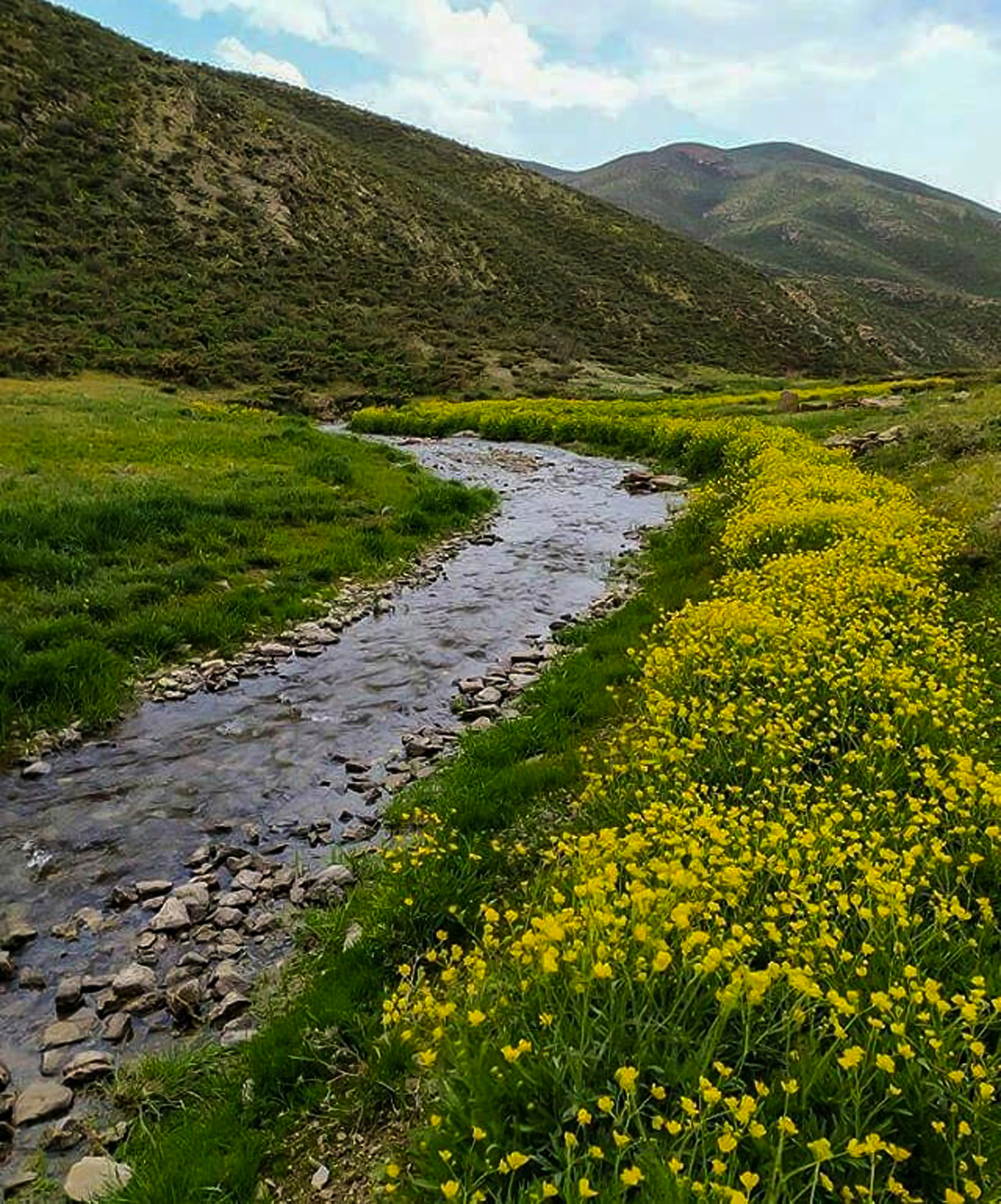
طبعیت روستای ننادگان

ننادگان، روستایی از توابع بخش مرکزی شهرستان فریدن در استان اصفهان ایران است. ننادگان یکی از روستاهای پر جمعیت شهرستان فریدن است که به  لری بختیاری تکلم میکنند. و اصالت این روستا بختیاری چهارلنگ می باشدننادگان روستایی تاریخی و دارای طبیعتی زیبا است که از یک طرف به کوه های زاگرس و از طرف دیگر به دشتهای بزرگ و سرسبز و رودخانه متصل می باشد.‌و یکی از زیباترین روستا های فریدن است

## طبیعت و فرهنگ

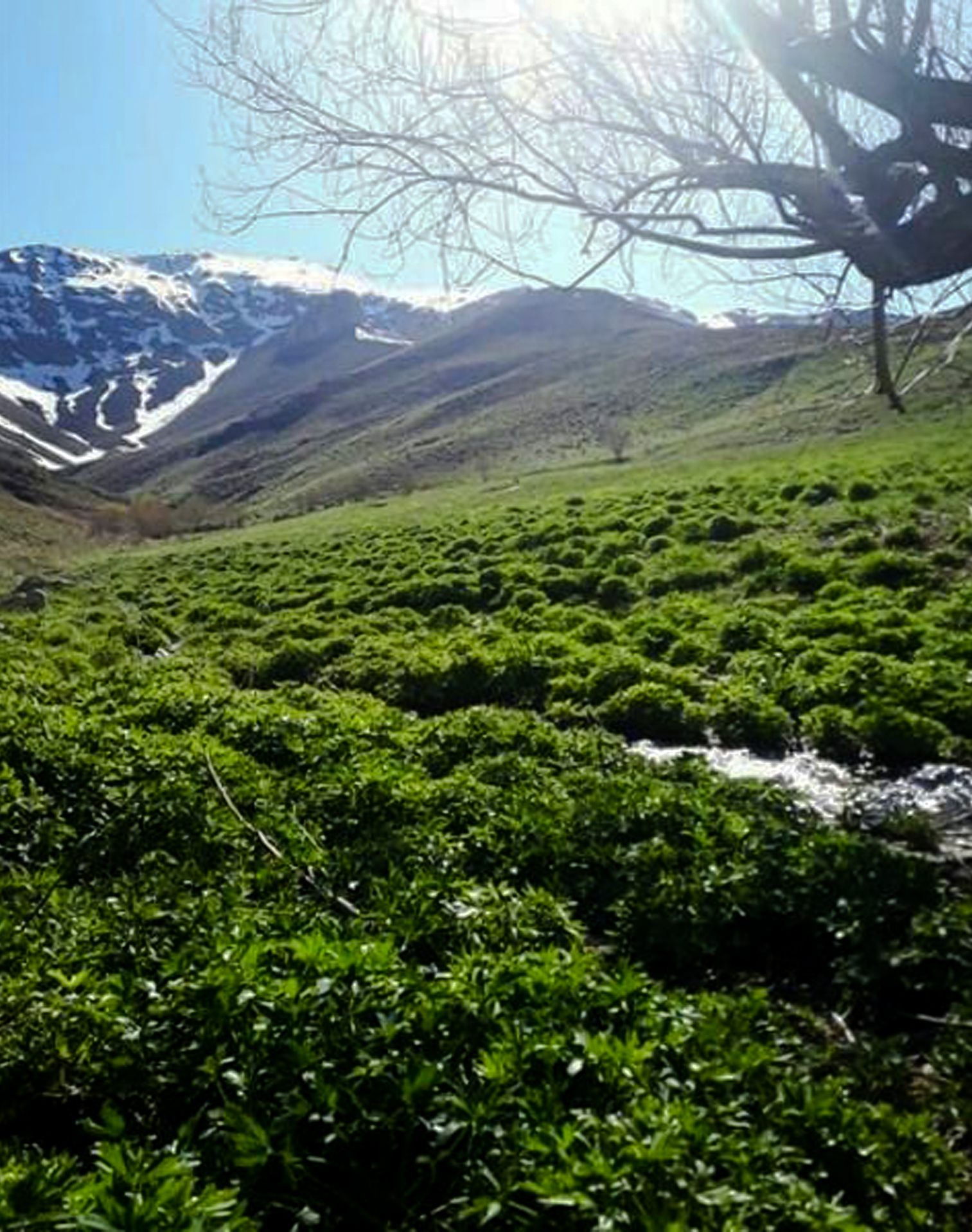
بهار روستای ننادگان

طبیعت ننادگان ترکیبی زیبا از مناطق طبیعی و کوهستانی، جنگل ها، چمنزارها، چوپانان،کشاورزان و انسانهایی که در طبیعت هماهنگ زندگی می کنند، که همه اینها باعث می شود که این روستا برای گردشگران بسیار جذاب باشد! ماهیت اصلی این منطقه، زیبایی کوه های مرتفع، مراتع و جنگلها، آب و هوای معتدل، منابع معدنی درمانی ، کاوش های گردشگری مذهبی از جمله امامزاده سلطان سید محمد هر کسی را به خود جذب کرده است.

## کشاورزی
این روستا از معدود روستاهای توسعه یافته و پیشرو در تولید بذر سیب زمینی مرغوب است به طوری که بذرسیب زمینی آن برای کاشت به نقاط دیگر کشور از جمله استان اردبیل صادر می شود. همچنین این روستا از معدود روستاهای فریدن و استان و حتی کشور است که روشهای نوین آبیاری کشاورزی در آن گسترش یافته است به طوری که تقریبا تمامی اراضی کشاورزی این روستا تحت سیستم آبیاری بارانی است.فعالیت های کشاورزی در این روستا به صورت مکانیزه و با روش های نوین و جدید انجام می شود، به غیر از سیب زمینی محصولات دیگر همچون گندم و یونجه و ... در این روستا تولید می شود، همچنین این روستا دارای واحدهای گاو داری و ...نیز می باشد.

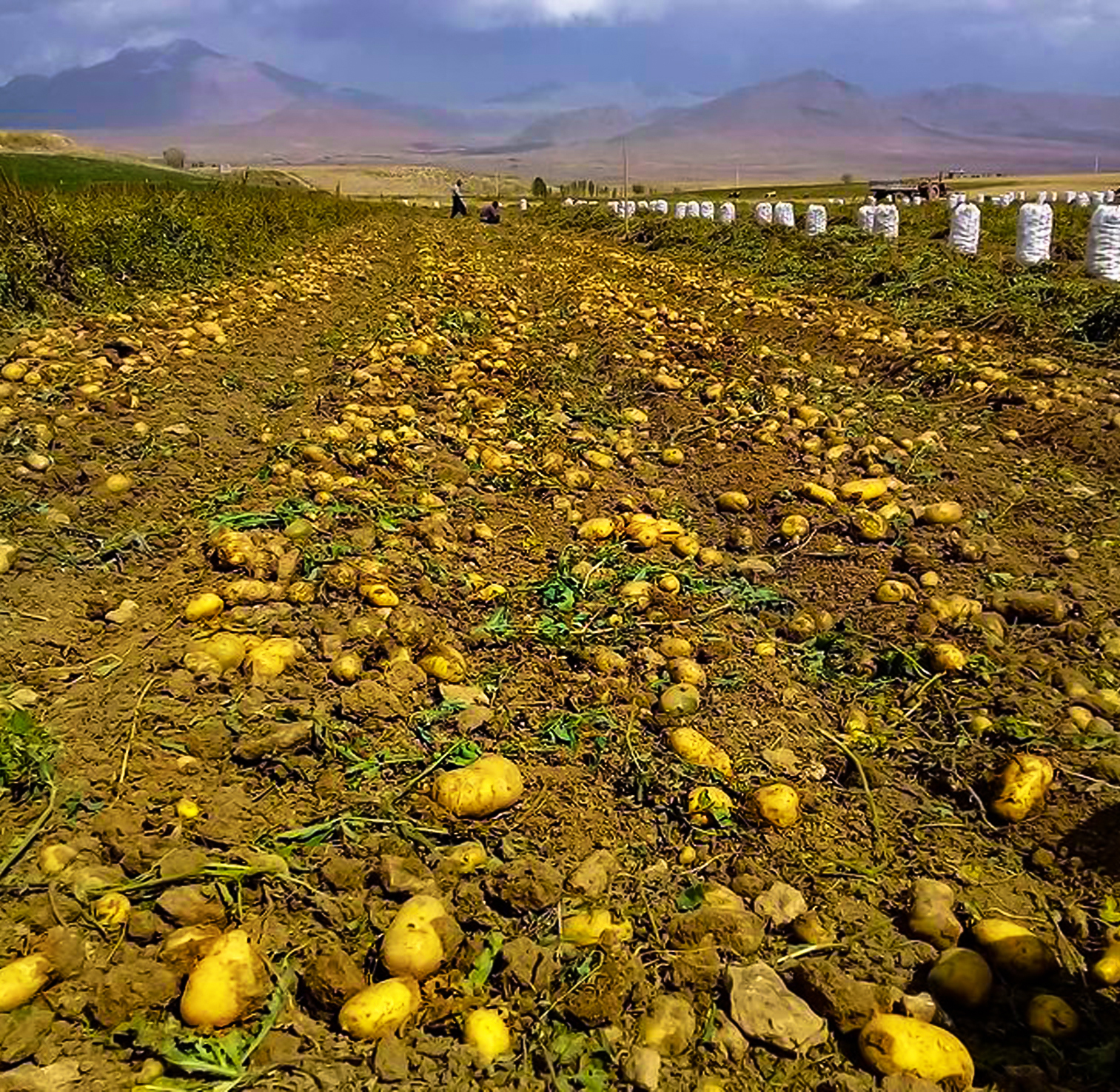
سیب زمینی روستای ننادگان

## پرورش بوقلمون
بزرگترین و تنها مجتمع تولید وپرورش بوقلمون مادر ایران در این روستا قرار دارد.

## جمعیت
این روستا در دهستان ورزق جنوبی قرار دارد و براساس سرشماری مرکز آمار ایران در سال1395، جمعیت آن 1716نفر (534خانوار) بوده‌است.